# Gerhard von Horn
Gerhard von Horn (* um 1270; † 1330) war ein niederländisch-deutscher Adliger aus der Familie von Horn.
Gerhard war der Sohn Wilhelms II. von Horn († 1300) und Agnes’ von Loon-Chiny (1240–1292). Er wurde 1300 Ritter und nach dem Tod seines älteren Bruders Wilhelm III. 1301 Herr von Horn und Weert sowie der Herrlichkeit Land von Altena (Provinz Noord-Brabant) und Kortessem. 1311 wurde er zudem Herr von Perwez und 1315 Herr von Herlaar.
Er hatte zwei Ehefrauen:
- ⚭ I. Johanna von Löwen († 1315), Tochter von Heinrich I., Herr von Gaesbeek;
- ⚭ II. Irmgard von Kleve († nach 1352), Tochter von Dietrich VI., Graf von Kleve. Mit ihr hatte er den Sohn Dietrich von Horn († nach 1378).

Am 31. Oktober 1314 verpfändeten Graf Dietrich von Kleve und seine Frau Margarethe an Gerhard Stadt, Burg und Zoll von Huissen sowie Stadt, Burg und Herrschaft Kranenburg und ernannten ihn auf vier Jahre zum Rektor und Gubernator der Grafschaft Kleve. Sie brauchten das Darlehen im Kampf um Erbansprüche gegen den Kölner Erzbischof. 1316 wurde das bisherige Zweckbündnis gefestigt: Gerhard nahm Irmgard, eine Schwester Graf Dietrichs, zur Frau und erhielt als Mitgift die Herrschaft Kranenburg.
Gerhard war 1318 der Gastgeber einer Gruppe von Adligen, die den Konflikt zwischen dem Graf Wilhelm III von Holland und dem Herzog Johann III. von Brabant schlichten mussten. Dabei ging es um das Land von Heusden. Dietrich von Kleve erklärte auf diesem Treffen, er habe dieses Land als Lehen vom Herzog erhalten. 1321 verkaufte Gerhard die Herrlichkeit Ost-Barendrecht an Jan Gilles Oem.
Gerhard wurde 1330 begraben in der Brüsseler Karmelitenkirche (Kloster und Gebäude bestehen nicht mehr), wo auch die erste Frau Johanna lag. Sein ältester Sohn Wilhelm IV. aus der Ehe mit Johanna erbte die Herrschaften Horn und Altena, während Kranenburg und Perwez an Dietrich von Horn aus der Ehe mit Irmgard von Kleve fielen. Erfolglos wehrte dieser sich gegen einen Rückfall seiner Kranenburger Besitzungen an den neuen Klever Grafen Adolf I./III., der 1370 gegen eine Entschädigung von 30 000 Goldschilden erfolgte.

## Einzelbelege
1. ↑  Theodor Joseph Lacomblet, in: Urkundenbuch für die Geschichte des Niederrheins oder des Erzstiftes Cöln, Urkunde 706, 1853, Teil 3, 1301–1400, S. [613]601

| Personendaten    | Personendaten                     |
| ---------------- | --------------------------------- |
| NAME             | Gerhard von Horn                  |
| ALTERNATIVNAMEN  | Gerard I. van Horne               |
| KURZBESCHREIBUNG | Herr von Weert, Perwez und Altena |
| GEBURTSDATUM     | um 1270                           |
| STERBEDATUM      | 1330                              |